# Zbór Kościoła Adwentystów Dnia Siódmego w Ostrowcu Świętokrzyskim
Zbór Kościoła Adwentystów Dnia Siódmego w Ostrowcu Świętokrzyskim – zbór adwentystyczny w Ostrowcu Świętokrzyskim, należący do okręgu mazowieckiego diecezji wschodniej Kościoła Adwentystów Dnia Siódmego w RP.
Pastorem zboru jest kazn. Krzysztof Romanowski. Nabożeństwa odbywają się przy ul. Górzystej 5/11, każdej soboty o godz. 9.30.